# مقياس لوبيغ
مقياس لوبيغ (بالإنجليزية: Lebesgue measure)‏ في نظرية القياس هي الطريقة المعيارية لتعيين القياس إلى مجموعات فرعية من الأبعاد ن في الفضاء الإقليدي. هو عبارة عن أمتداد لمقياس جوردان , قدم بواسطة العالم ليبيج عام 1902م.